# Museo dei mosaici del Gran Palazzo

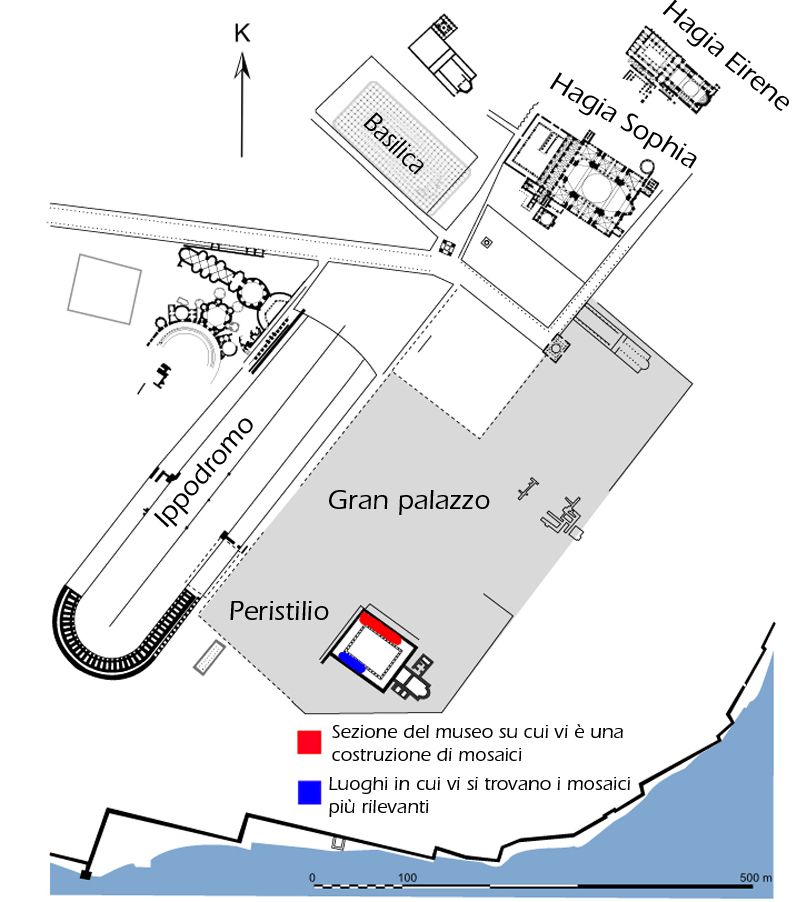
Pianta della sito con la collocazione del Museo del Mosaico

Il Museo dei mosaici del Gran Palazzo (in turco Büyük Saray Mozaikleri Müzesi) è situato a Istanbul, nei pressi della Moschea Blu. Il museo ospita un ampio complesso di mosaici risalente verosimilmente agli inizi del VI secolo, importante testimonianza superstite degli splendori del "Gran Palazzo", il palazzo imperiale di Costantinopoli.

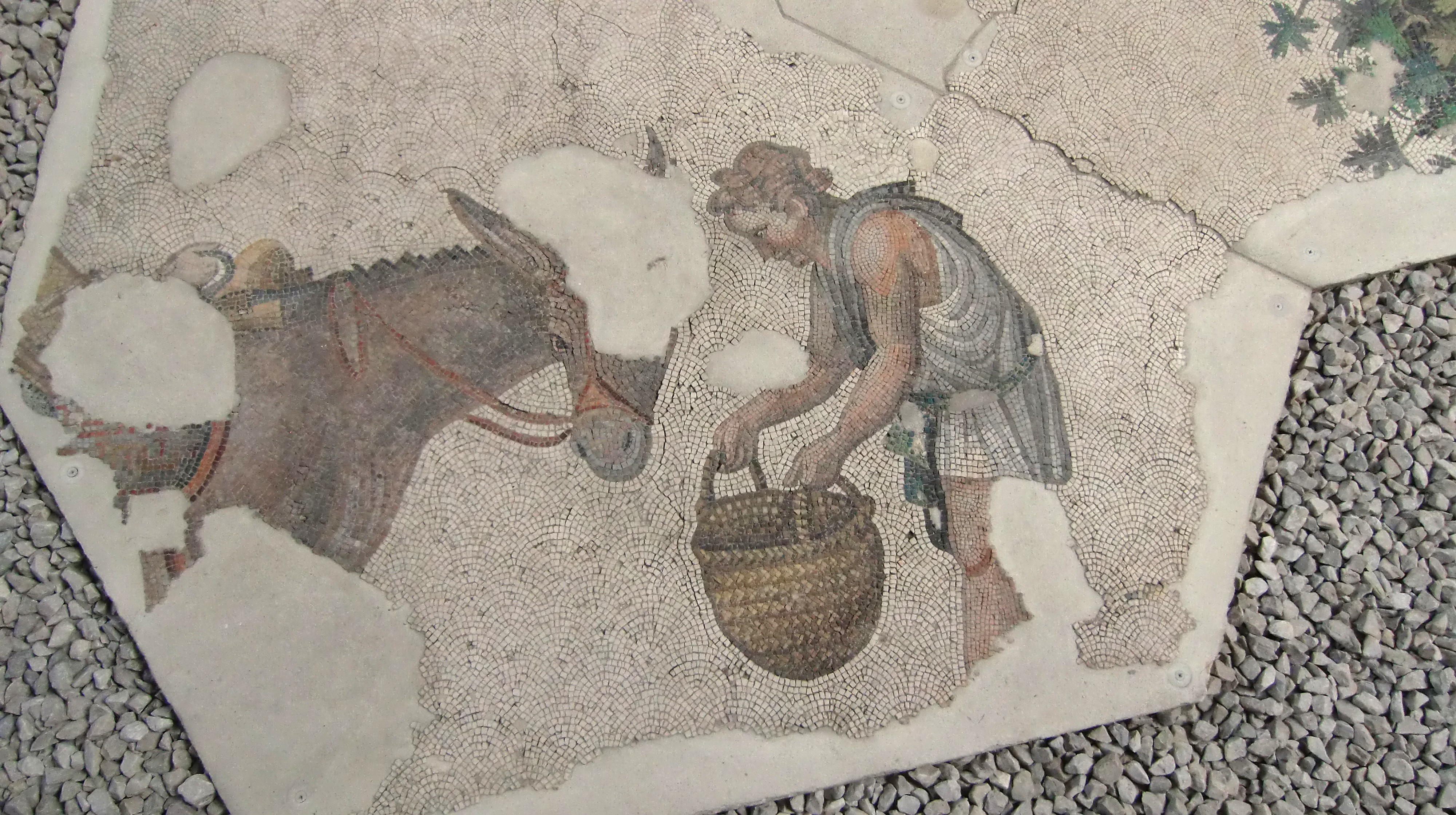
Un bambino offre cibo a un asino

## Gli scavi e i mosaici rinvenuti
Una campagna di scavi archeologici condotta dalla Università di St. Andrews in Scozia negli anni 1935-1938 - seguita nel 1952-1954 da una seconda campagna di scavi- nell'area alle spalle della moschea di Sultanahmet, con l'obiettivo di studiare le vestigia del Grande Palazzo, portò alla scoperta di mosaici di cui non si erano conservate notizie. Successivi lavori condotti in collaborazione tra l'Accademia Austriaca delle Scienze e la "Direzione Generale dei Monumenti e Musei della Turchia" consentirono di recuperare quanto resta di questo complesso musivo di sorprendente bellezza che occupava un'area di 1872 m². Vi si trovano raffigurati animali di ogni genere, reali e fantastici, figure mitologiche, giochi infantili, scene di caccia e di vita campestre. Sono state recuperate anche parti del fregio largo di 1,5 m che affiancava da ambo i lati la fascia principale dei mosaici: esso è formato da motivi in composti da girali vegetali e teste d'uomo.
Il Museo dei Mosaici, aperto al pubblico alla fine degli anni ottanta, consente oggi di ammirare i mosaici parzialmente in situ in quello che era il pavimento di un peristilio, oppure montati su appositi pannelli appesi alle pareti.
I mosaici sono connotati da un linguaggio che rimanda all'arte ellenistica; sulla loro datazione si erano formulate diverse ipotesi. Indagini condotte sul materiale impiegato per realizzare i mosaici e il sottostante strato di isolamento portano oggi a datare il complesso musivo agli inizi del VI secolo o comunque all'età giustinianea. Controversa è la funzione del complesso architettonico che, all'interno del Gran Palazzo, ospitava i mosaici: si tratta di un edificio che comprendeva un grande peristilio e una sala absidata adiacente, forse una sorta di disimpegno monumentale collocato nella parte centrale del Palazzo.

## Galleria d'immagini

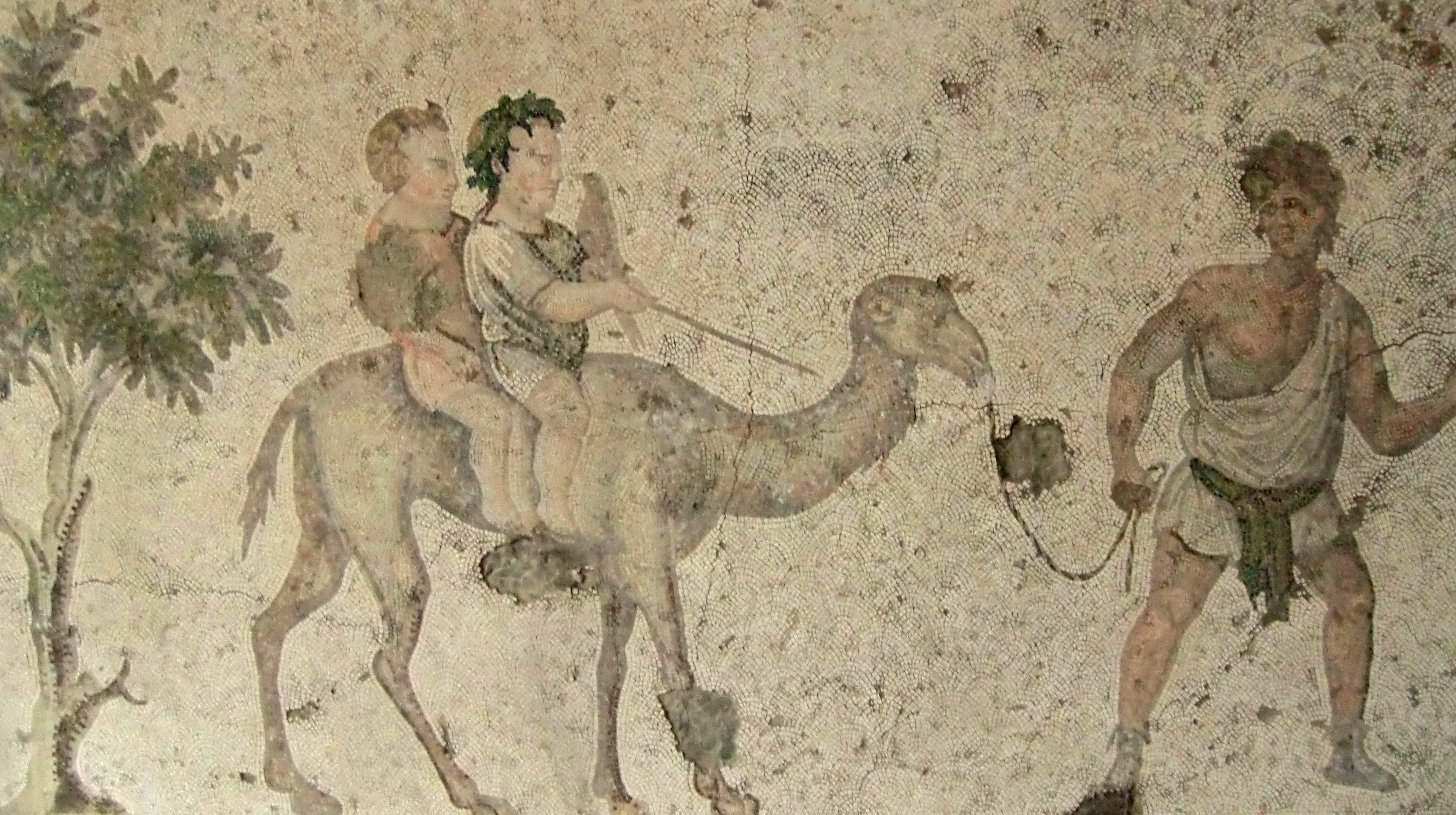
Due ragazzi che cavalcano un dromedario con la loro guida
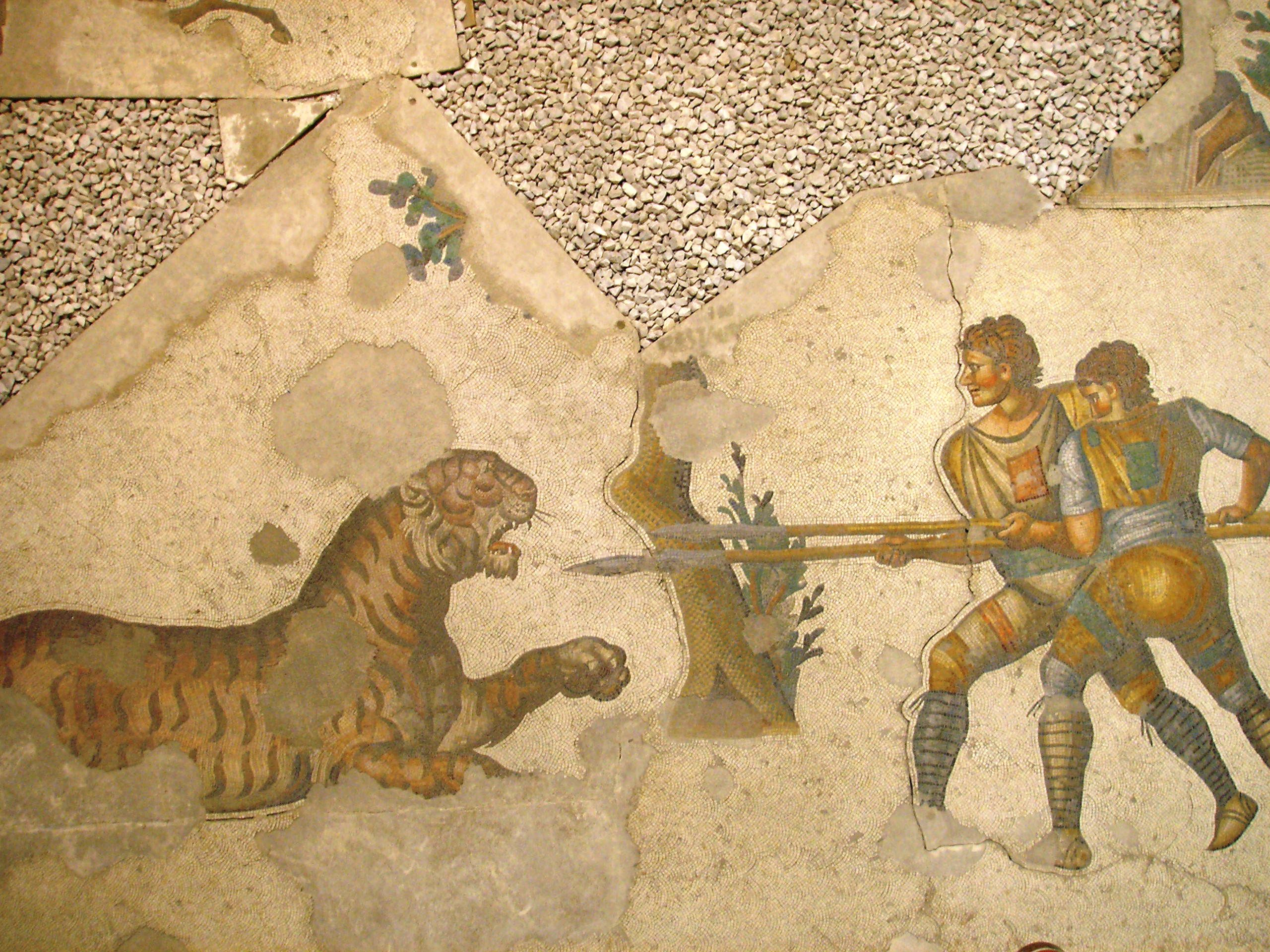
Caccia alla tigre
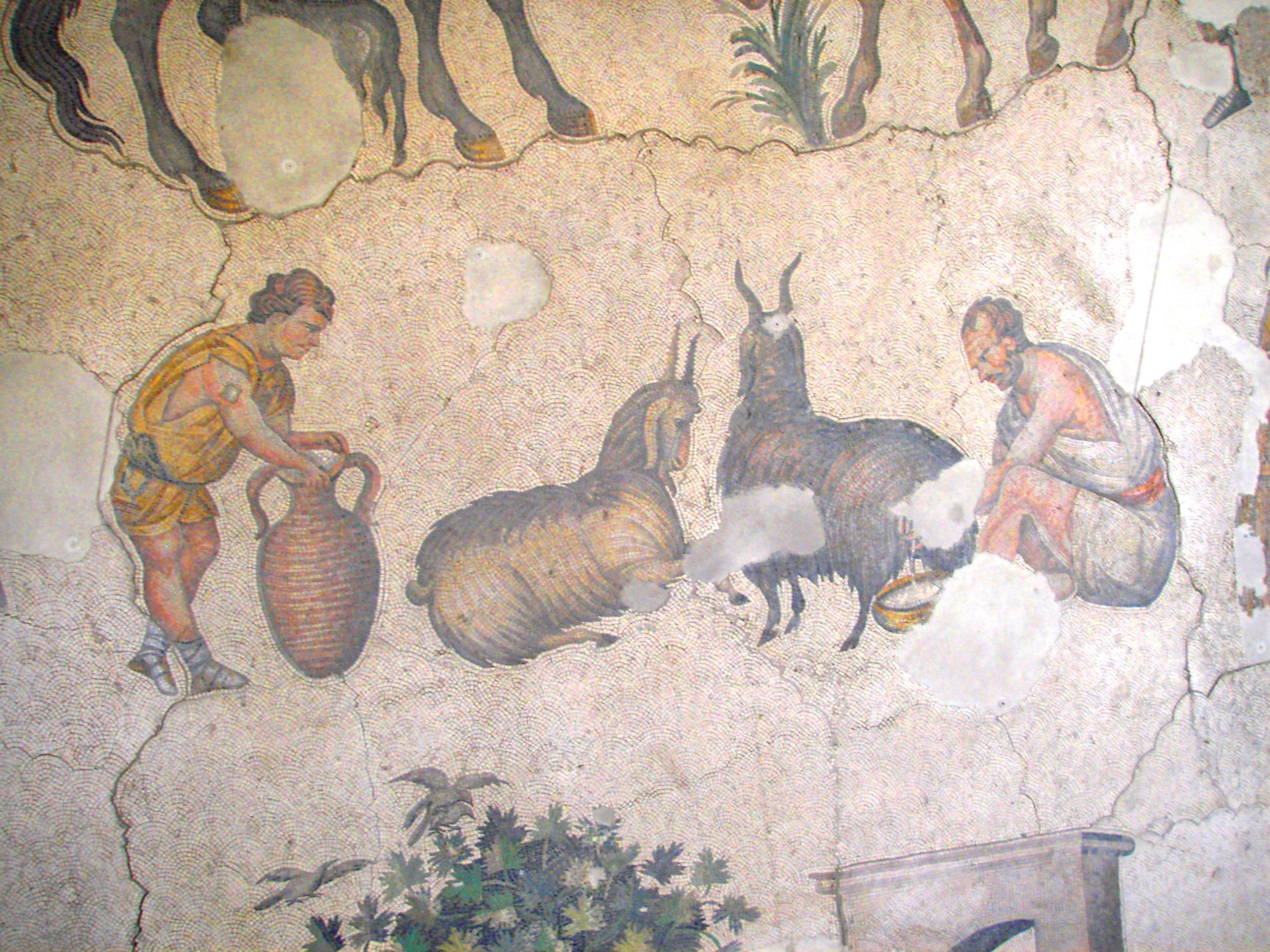
Pastori che mungono delle capre
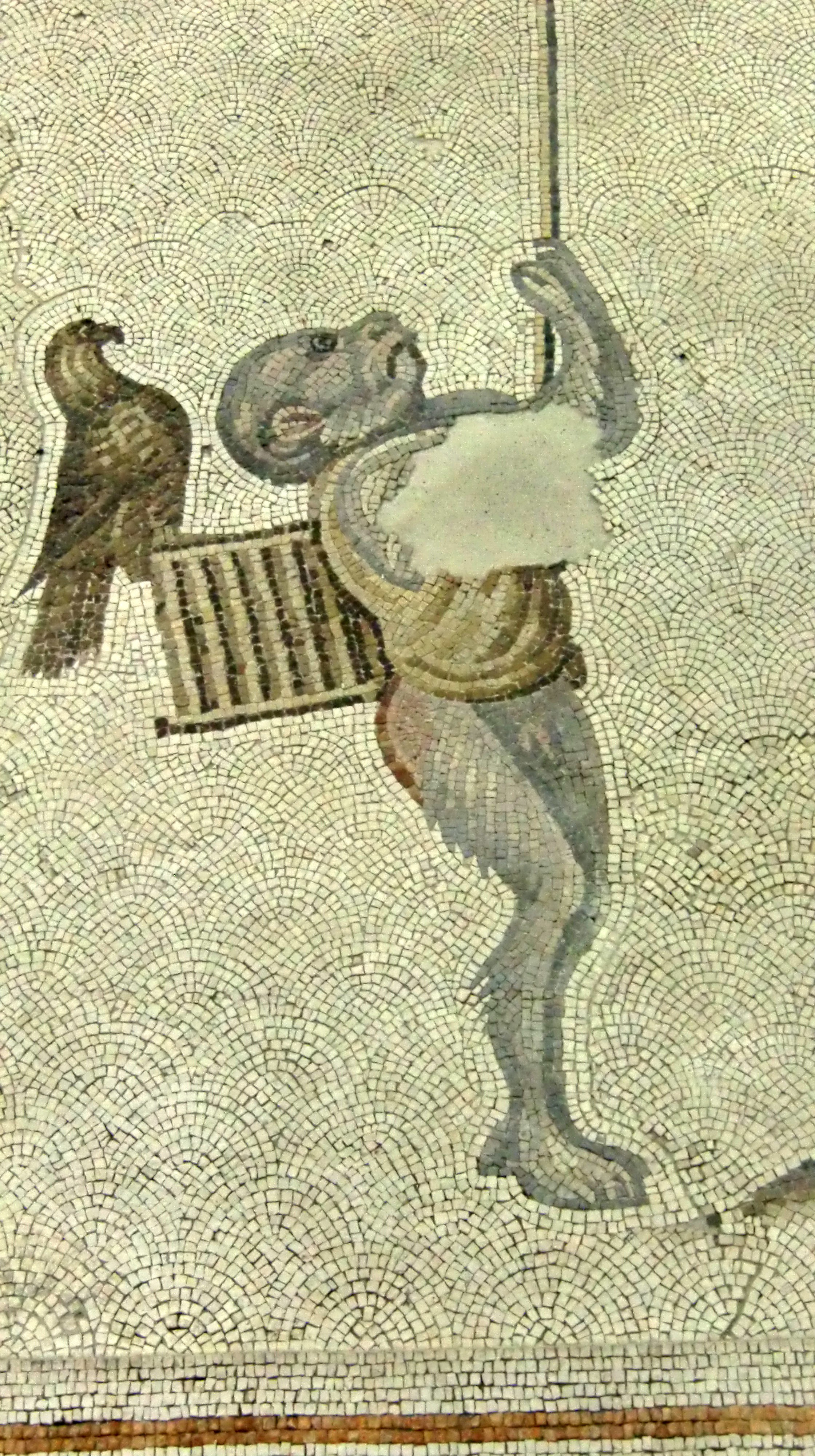
Scimmia che cattura uccelli (particolare)
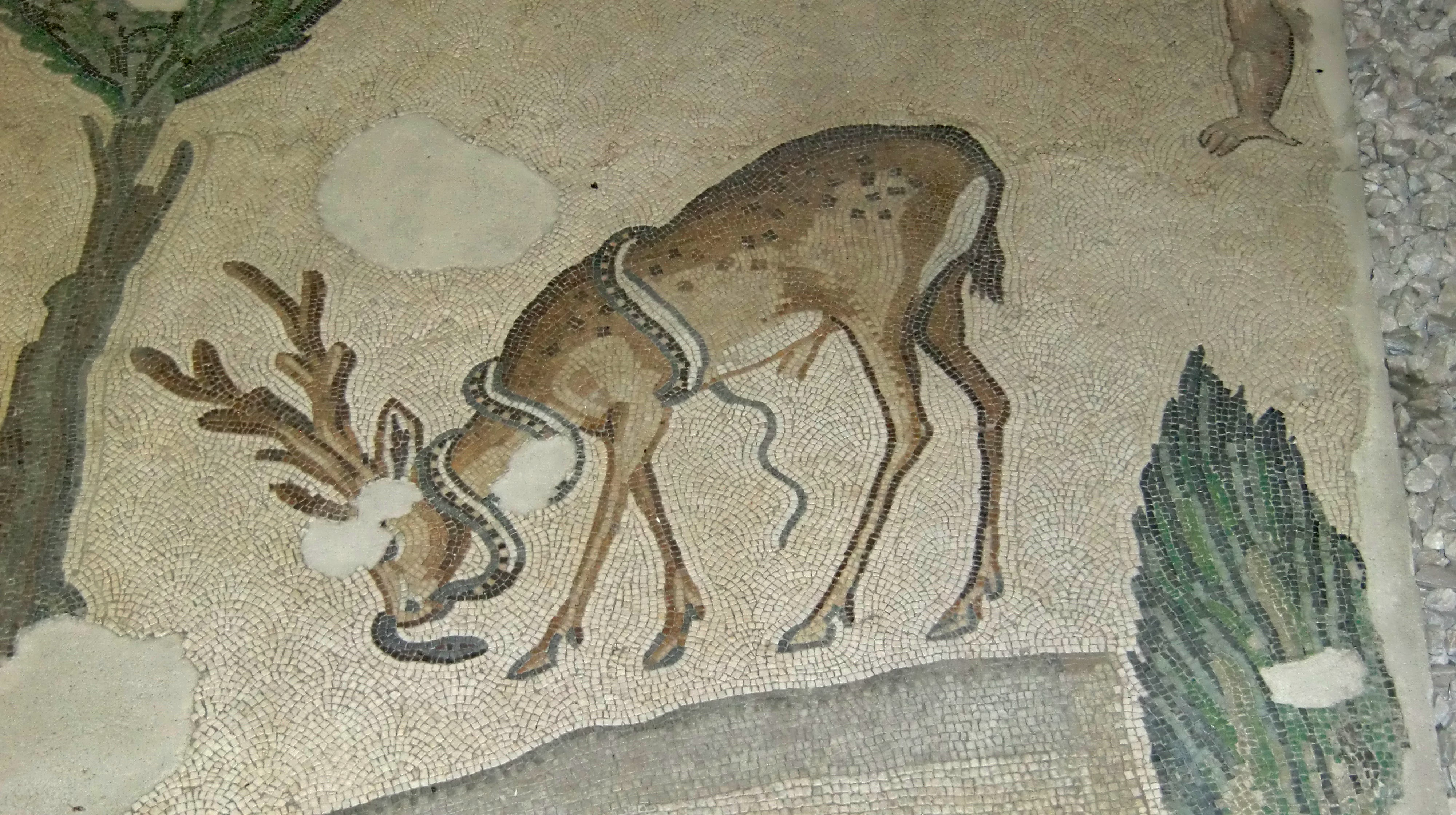
Cervo che lotta con un serpente
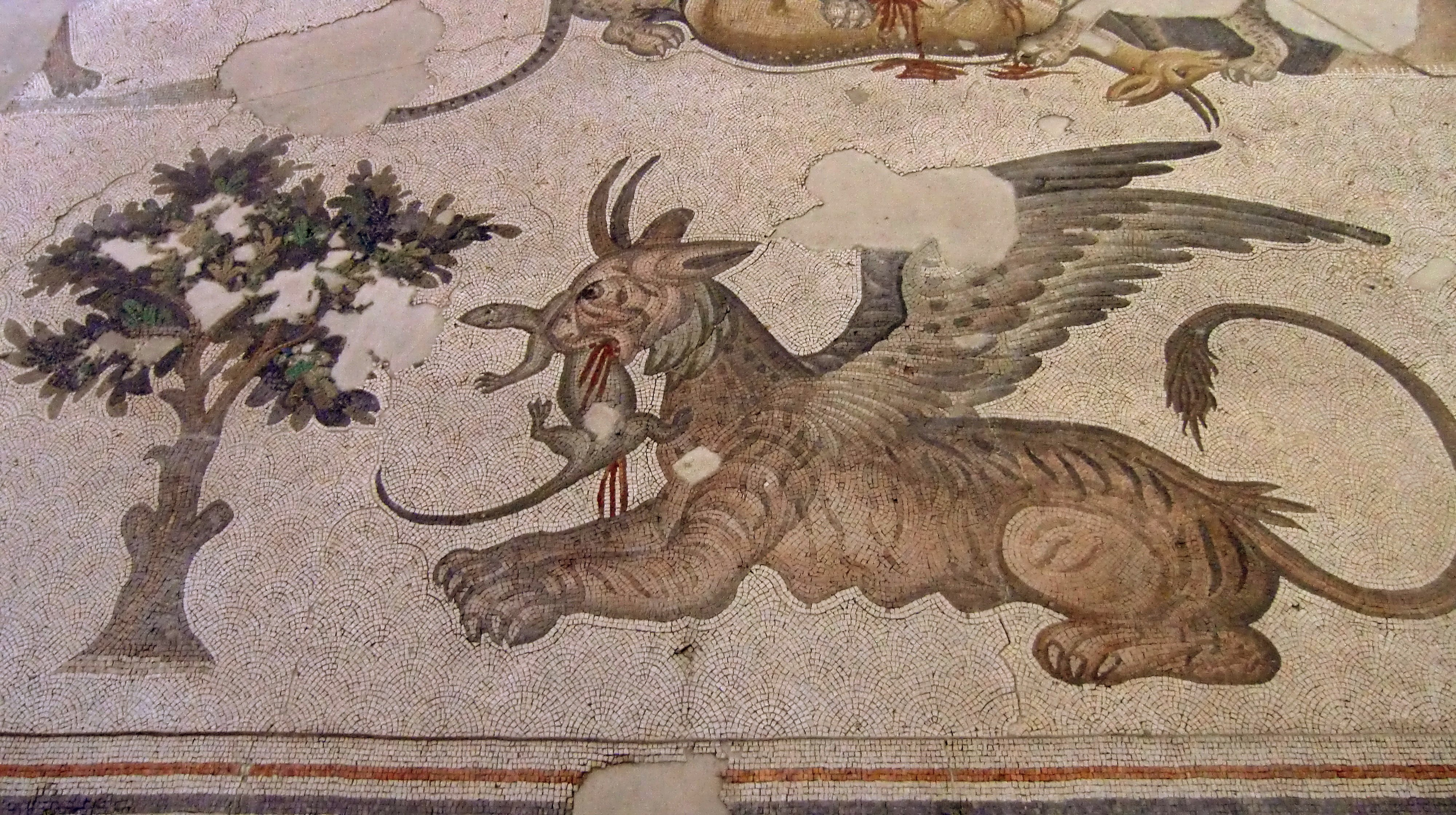
grifone - tigre
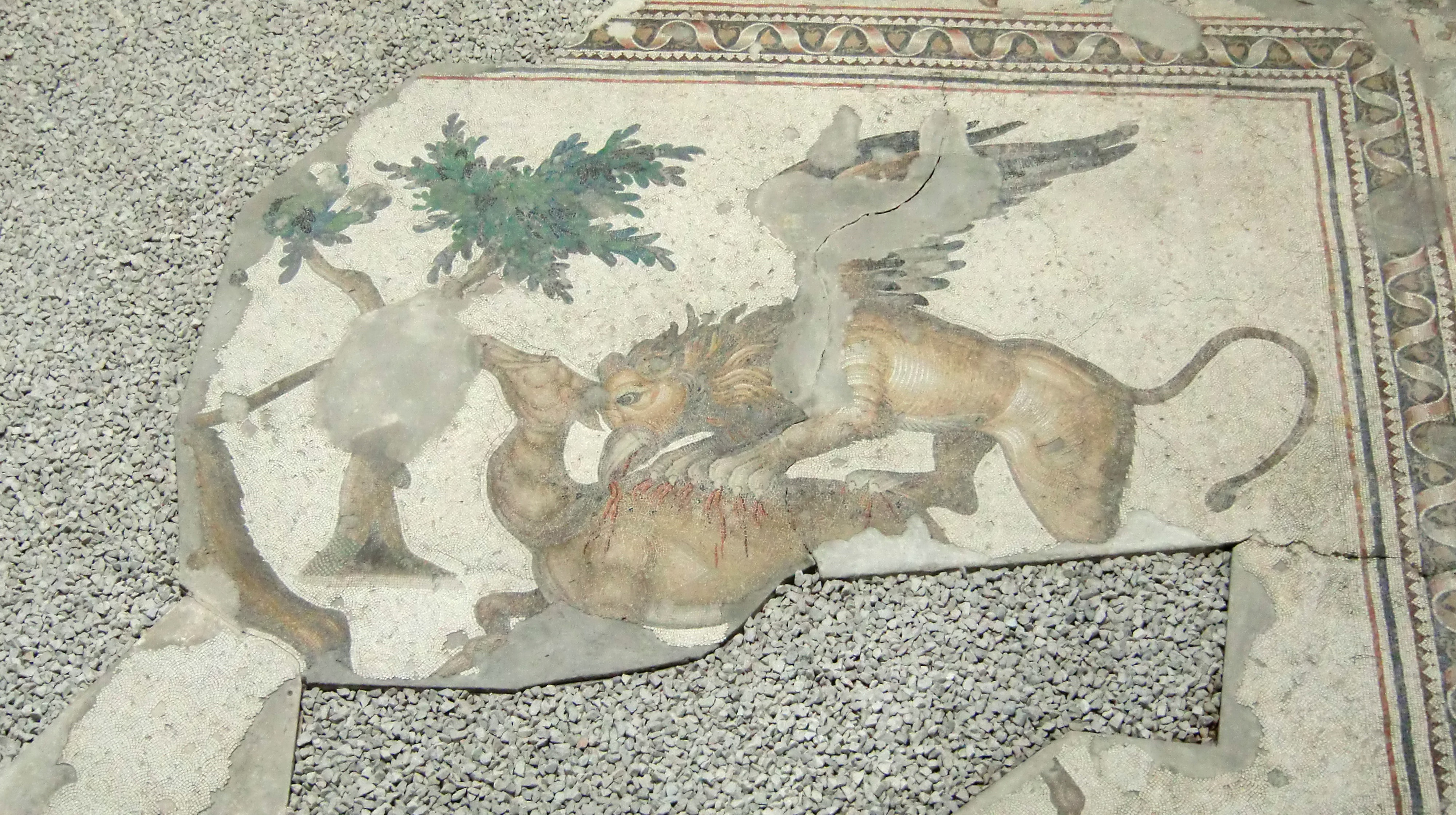
Grifone che sbrana un cerbiatto
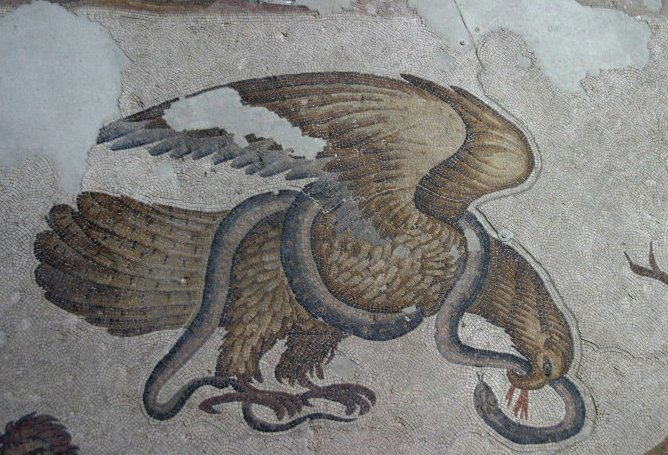
Aquila che lotta con un serpente
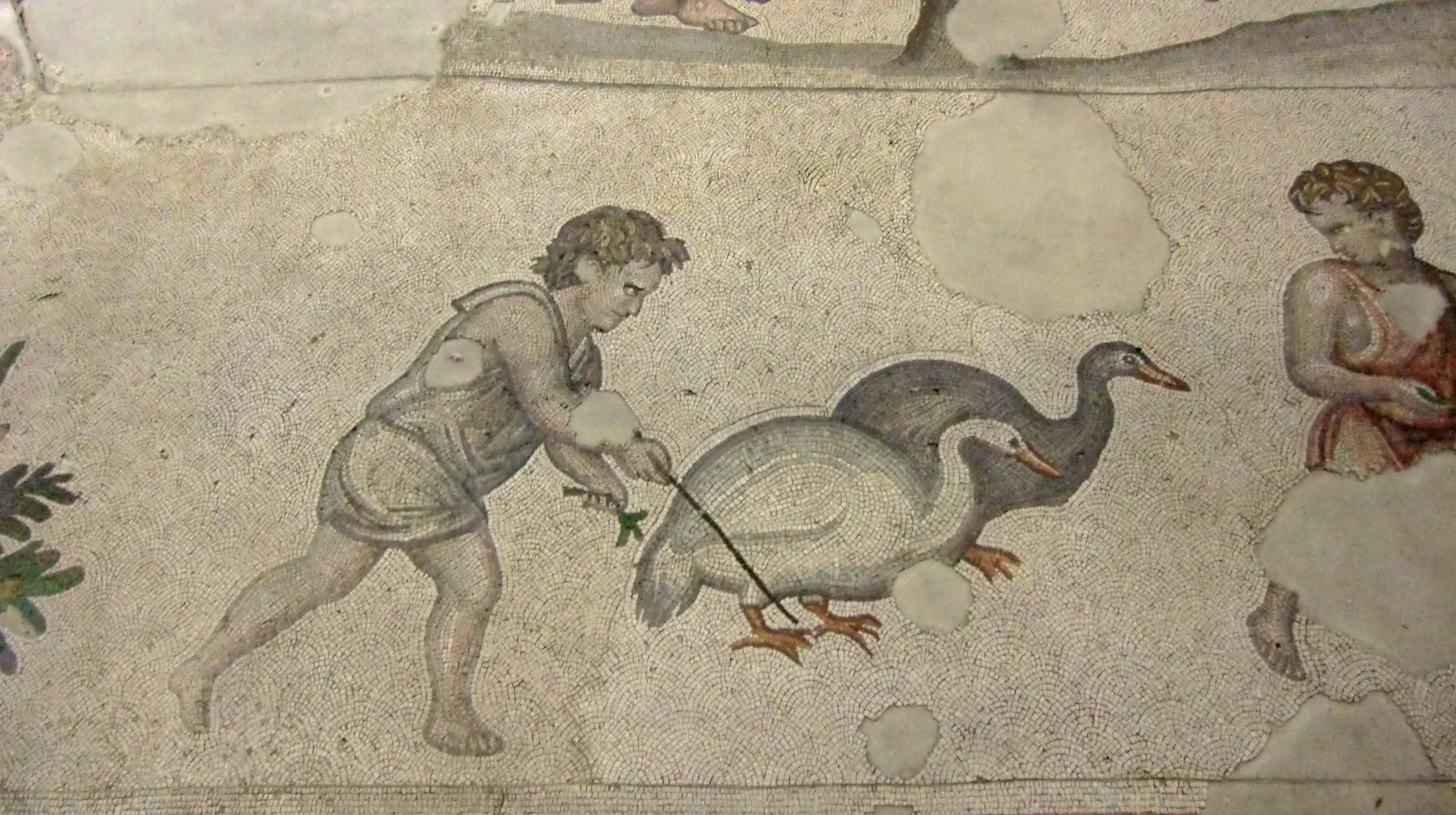
Ragazzo che gioca con le oche
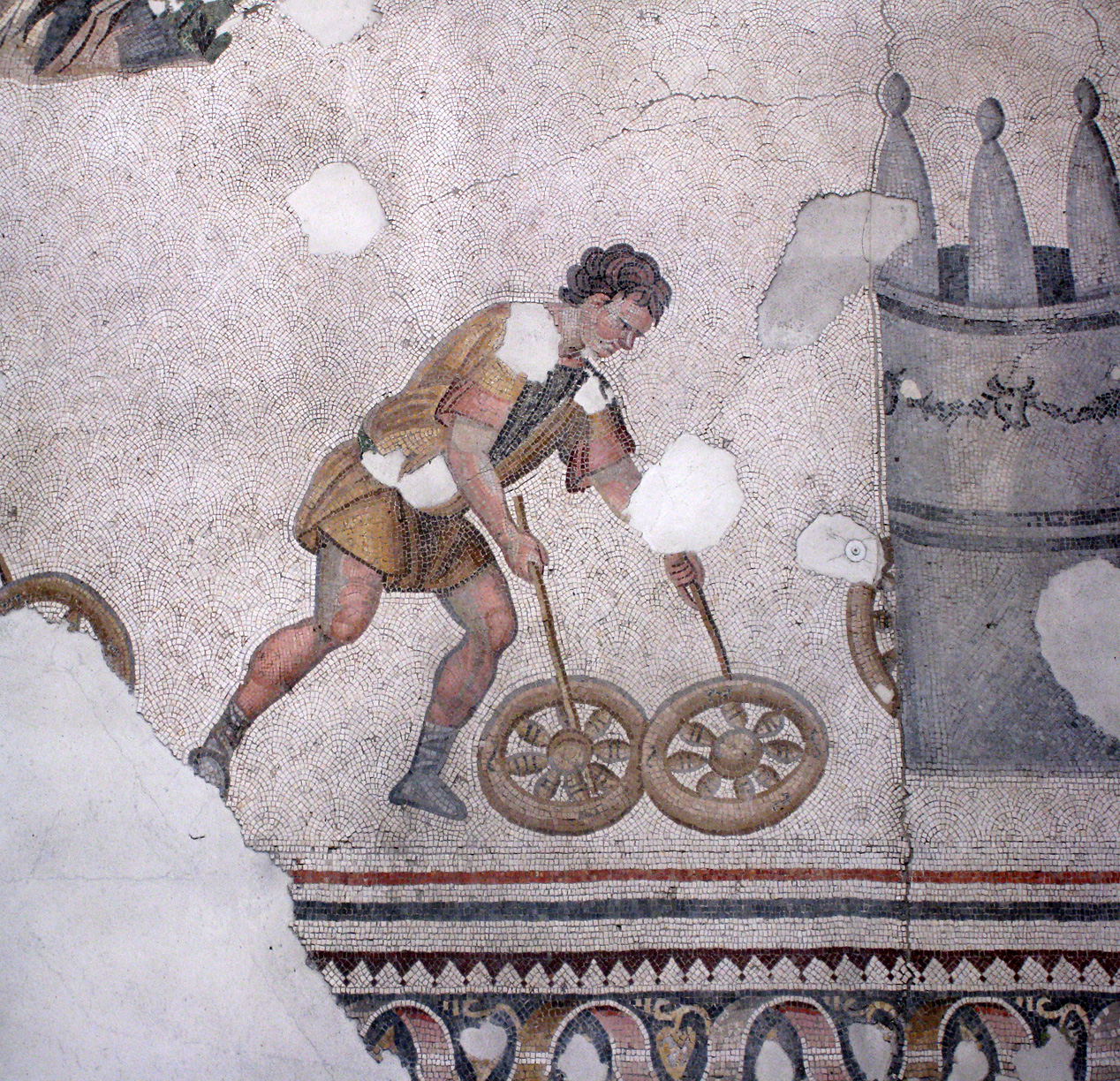
Ragazzi che giocano con i cerchi imitando le corse dei carri al Circo
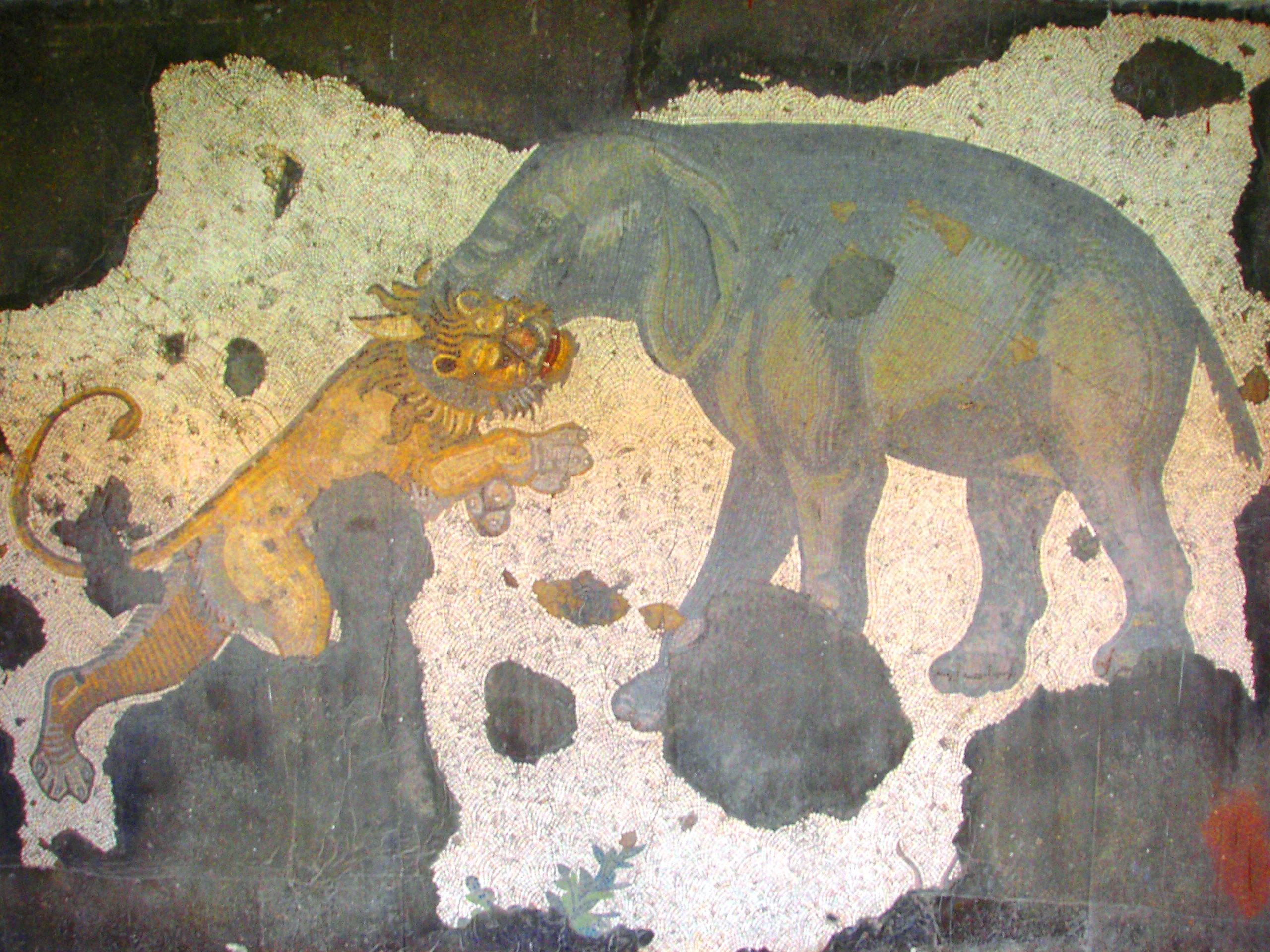
Lotta tra un leone ed un elefante
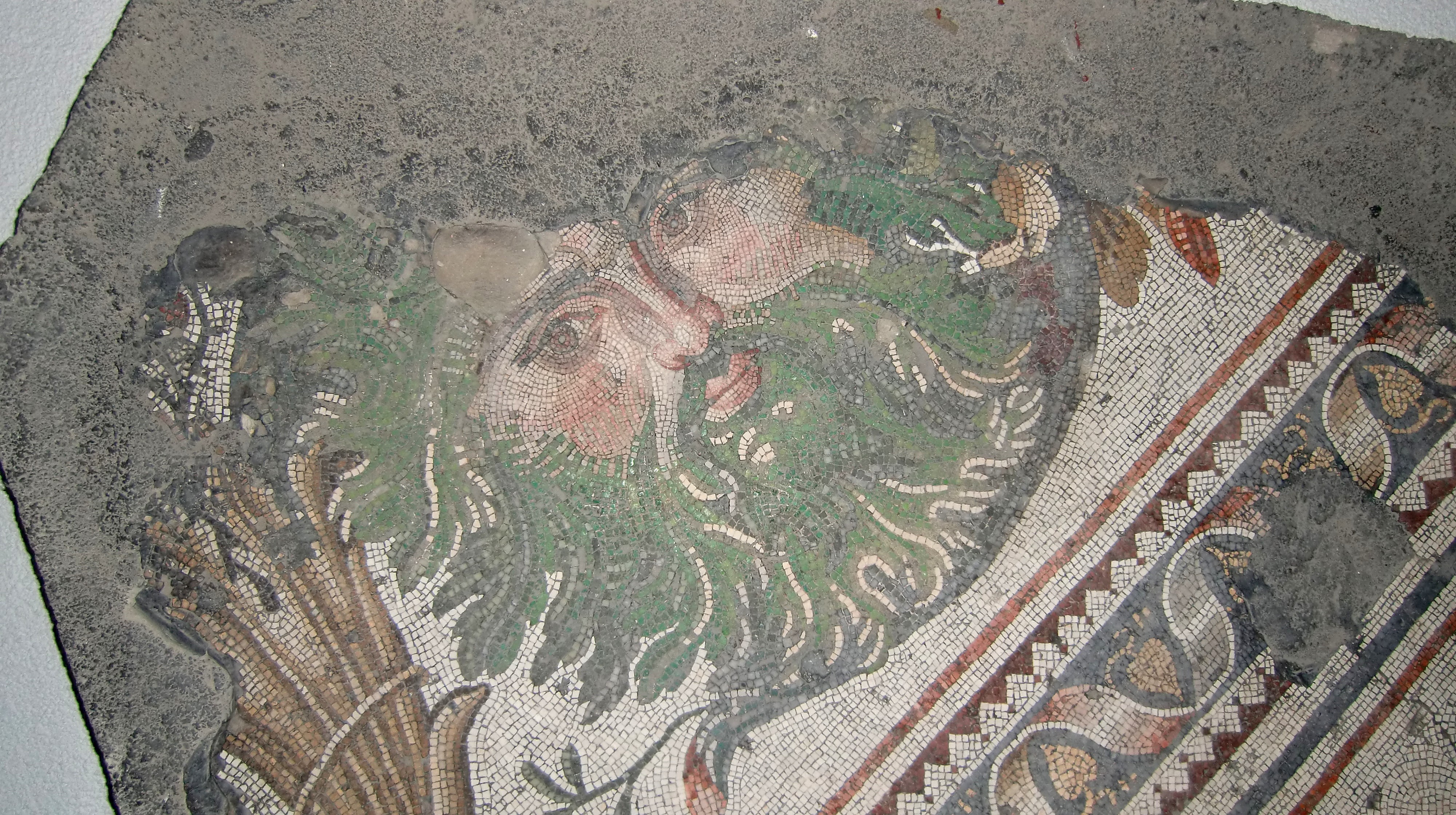
Mascherone, decorazione del fregio
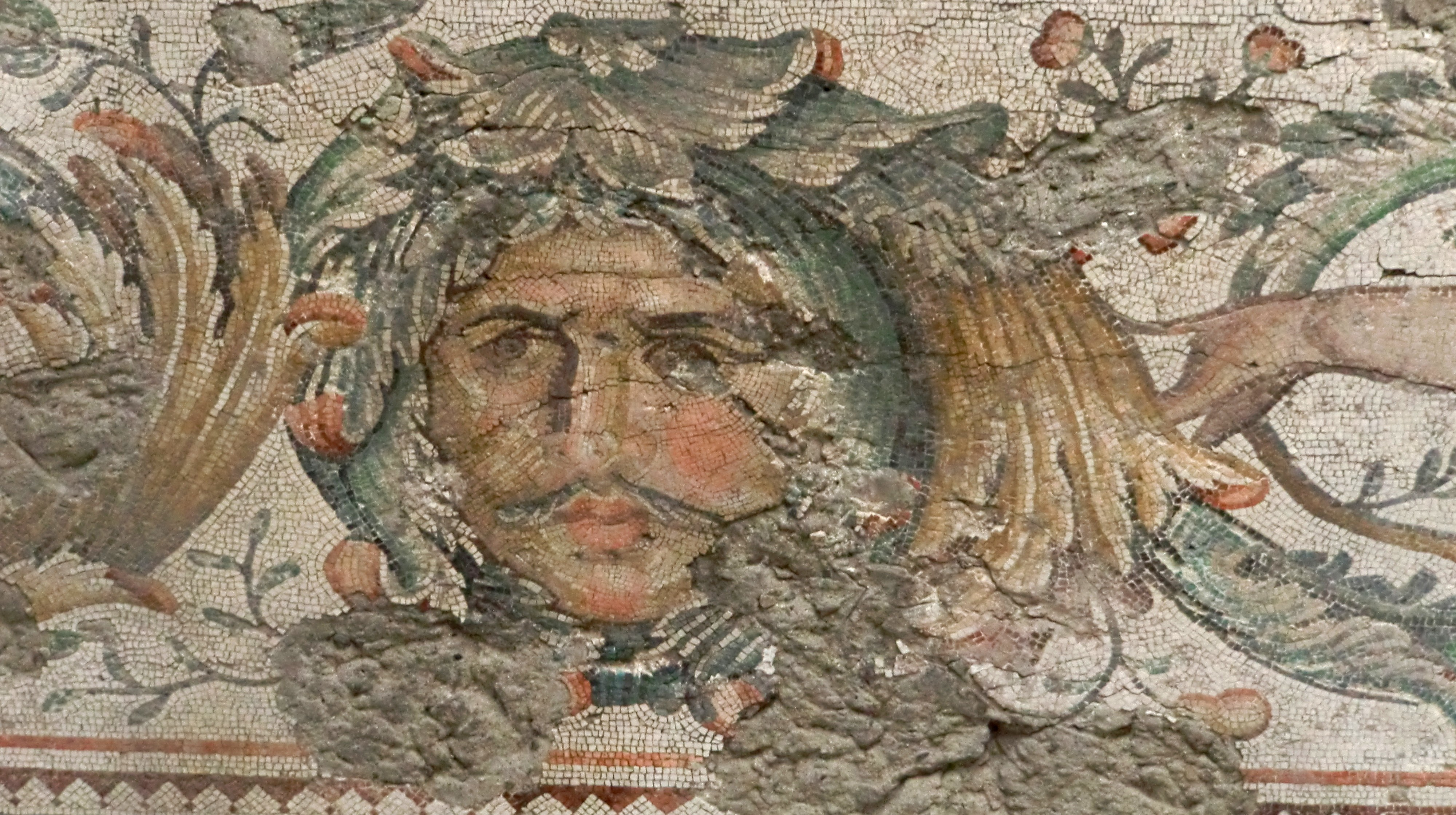
Mascherone, decorazione del fregio